# Andrée Yanacopoulo
Andrée Yanacopoulo est une médecin, écrivaine, traductrice, professeure et sociologue canadienne née à Tunis, en Tunisie sous protectorat français, le 14 novembre 1927. Elle a été la compagne d'Hubert Aquin de 1963 à 1977 avec qui elle a eu un fils Emmanuel Aquin.

## Biographie
Elle a fait des études en médecine à l'Université de Lyon, France et elle est aussi détentrice d'une maîtrise en sociologie. Elle s'établit au Québec en 1960. De 1961 à 1964, elle est professeure de sociologie à l'Université de Montréal. Elle enseigne ensuite au Collège Sainte-Marie et à l'Université du Québec à Montréal jusqu'en 1973, puis au Cégep de Saint-Laurent jusqu'en 1989.
En parallèle, elle codirige avec Nicole Brossard pendant six ans la collection Délire aux éditions Parti pris et occupe plusieurs autres postes chez différents éditeurs.
Elle a écrit un livre intitulé Signé Hubert Aquin : enquête sur le suicide d'un écrivain, à la suite du décès de son conjoint.
De 1999 à 2010, elle a été éditrice pour sa maison d'édition Point de fuite,.

## Publications
- Au nom du Père, du Fils et de Duplessis, 1984
- Signé Hubert Aquin - enquête sur le suicide d’un écrivain (en collaboration avec Gordon Sheppard), 1985
- Suzanne Lamy, 1990
- Hans Selye ou la cathédrale du stress, 1992
- Découverte de la sclérose en plaques. La raison nosographique, 1997
- "Le Regroupement des Femmes Québécoises", 2003
- Henri F. Ellenberger. Une vie, 2009
- Simone Monet-Chartrand et Michel: Un couple engagé, écrit en collaboration avec Paul Labonne, 2010
- Prendre acte, Boréal, 2013.

## Traductions
- Comment aimer vivre seul, Lynn Shanan (« Living alone and liking it ! »), 1982
- La Mémoire, Elizabeth Loftus («Memory), 1983

## Honneurs
- 1993 - Finaliste au Prix du Gouverneur général, catégorie essais, Hans Selye ou la Cathédrale du stress